# Ricardo Garabito
Ricardo Garabito, Trenque Lauquen, 1930, es un maestro y artista plástico de Argentina. Sus creaciones se exhiben en el Museo Nacional de Bellas Artes de Buenos Aires, en Estados Unidos, en el Museo de Arte de la Universidad de Texas en Austin, en la Colección de Arte del Banco de la República de Colombia, y en el Museo de Arte Latinoamericano de Buenos Aires (MALBA) que posee 31 obras.

## Vida personal
Garabito nació en la ciudad de Trenque Lauquen, provincia de Buenos Aires donde vivió su infancia hasta los 18 años, cuando se estableció en la Capital Federal de Argentina, más precisamente en el barrio de Montserrat donde instaló su taller.

## Trayectoria
Realizó once exposiciones individuales en su país natal y en otros siendo su debut en la galerìa Rubbers. Se destacan las presentaciones en la Fundación San Telmo en 1982, la del Centro Cultural Recoleta en 1998 y la retrospectiva de 2007 en el Museo Nacional de Bellas Artes, curada por Samuel Paz y Victoria Noorthoorn.